# Шварцман, Давид Маркович
Давид Маркович Шварцман (Шварц) (1884, Киевская губерния, Российская империя — 1968, Советский Союз) — участник революционного движения в Российской империи, член ЦК РСДРП. Партийный псевдоним — Виктор.

## Биография
Родился в еврейской семье, родители переехали в Коростышев. В 1904 вступил в РСДРП, арестован царскими властями и выслан в Иркутскую губернию. Участвовал в VI Всероссийской конференции РСДРП как делегат от Киевской партийной организации с решающим голосом. Был меньшевиком-партийцем, позже перешедшим к большевикам. С 17 (30) января 1912 по 24 апреля (7 мая) 1917 являлся членом ЦК РСДРП(б). В 1918 вступил в РКП(б). Работал в Южном бюро ВЦСПС.